# Zofia Błaszczykówna
Zofia Błaszczykówna, zamężna jako Lewandowska (ur. 1875 w Trojanowicach, zm. 1942 w Aninie) – polska poetka, działaczka robotnicza oraz rewolucjonistka związana z Łodzią.

## Życiorys
W 1898 przyłączyła się do łódzkiego koła Polskiej Partii Socjalistycznej. W 1900 została aresztowana wraz z siostrą Bronisławą, równolegle z Marią i Józefem Piłsudskimi. Była więziona w Łodzi, Łęczycy oraz Warszawie, a następnie zesłana na Syberię. Do kraju powróciła w 1905 lub 1917.
Podczas swojego pobytu w więzieniu pisała wiersze, które publikowano w „Łodzianinie". Niektóre stały się tekstami popularnych w socjalistycznych kręgach piosenek, np. Na pamiątkę aresztowań w początkach XX wieku.